# Altamont (California)
Altamont es un área no incorporada ubicada en el condado de Alameda en el estado estadounidense de California.

## Geografía
Altamont se encuentra ubicada en las coordenadas 37°44′38″N 121°39′46″O / 37.74389, -121.66278.